# Crise Egípcia (2011-2014)
A Crise Egípcia teve início com a Revolução Egípcia de 2011, quando centenas de milhares de egípcios tomaram as ruas em um movimento de protesto em massa ideológica e socialmente diversificado que finalmente obrigou o presidente de longa data Hosni Mubarak a sair do cargo. Uma prolongada crise política seguiu-se, com o Conselho Supremo das Forças Armadas, tomando o controle do país até que uma série de eleições populares trouxe a Irmandade Muçulmana ao poder. Entretanto, as disputas entre o presidente islamita eleito, Mohamed Morsi, os militares e os secularistas egípcios continuaram até que Morsi foi deposto em 2013, no que foi descrito variavelmente como um golpe de Estado ou uma segunda revolução. Abdel Fattah el-Sisi, o general que derrubou Morsi, tornou-se o líder de facto e mais tarde de jure do país, vencendo a eleição para a presidência em 2014, em uma vitória esmagadora criticada por observadores eleitorais internacionais como não "verdadeiramente democrática". No entanto, a eleição de Sisi foi amplamente reconhecida  e a situação política em grande parte seria estabilizada desde que assumiu oficialmente o poder; porém, alguns protestos continuaram apesar da repressão do governo. A crise também gerou uma revolta em curso na península do Sinai, que se tornou cada vez mais entrelaçada com o posterior conflito regional contra o Estado Islâmico do Iraque e do Levante em 2014.

## Eventos

### Revolução de 25 de Janeiro
A insatisfação entre muitos egípcios com o governo autocrático de 30 anos do presidente Hosni Mubarak transbordou no final de janeiro 2011, em meio à Primavera Árabe, uma série de protestos populares e revoltas em toda a região. Centenas de milhares de egípcios ocuparam a Praça Tahrir no Cairo e em outros locais públicos, resistindo apesar dos esforços de partidários de Mubarak e policiais para desalojá-los - incluindo a infame Batalha de Camel. Em 29 de janeiro de 2011, Mubarak nomeou Omar Suleiman para o cargo vago de de longa data de vice-presidente. Em 1 de fevereiro de 2011, Mubarak anunciou que não concorreria à reeleição em setembro. Nem a concessão satisfez os manifestantes, e sob a pressão internacional e sem o apoio dos poderosos militares do Egito, Mubarak entregou o poder a Suleiman em 10 de fevereiro de 2011 e renunciou ao cargo de presidente no dia seguinte.

### Liderança do Conselho Supremo das Forças Armadas
Após a renúncia de Hosni Mubarak, na noite de 11 de fevereiro de 2011, o Conselho Supremo das Forças Armadas (SCAF), sob o marechal Mohamed Hussein Tantawi assumiu o controle do país. Este período foi marcado por grandes protestos que exigem o fim do regime militar e vários desastres, o pior sendo a Tragédia de Port Said.
Em novembro de 2011, insatisfeitos com o andamento das reformas, quase todos os partidos políticos civis pediram a aceleração do fim do regime militar antes da elaboração da constituição - ou uma transferência imediata para um governo civil, ou uma eleição presidencial, que teria que ser marcada o mais rapidamente possível. No entanto, as partes permaneceram profundamente divididas sobre que tipo de governo civil deveria suceder os militares: liberais e islâmicos lutam entre si sobre a questão de quais regras devem ser impostas pelos militares para a seleção de uma assembleia constituinte.
Os manifestantes que exigem reformas mais rápidas e estabelecimento de um governo civil tomaram a praça Tahrir, no Cairo, e também em outras cidades, e entraram em confronto com as forças de segurança. Após vários dias de manifestações violentas, em que mais de 23 manifestantes perderam a vida, o gabinete de governo do primeiro-ministro Essam Sharaf ofereceu sua renúncia ao conselho supremo militar em 21 de novembro de 2011.

### Eleição de Mohamed Morsi
Em junho de 2012, foram realizadas eleições e Mohamed Morsi venceu com 51,7% dos votos contra 48,3% para Ahmed Shafiq. O presidente Morsi, um dos principais membros da Irmandade Muçulmana e do Partido da Liberdade e da Justiça (FJP), resignou de ambas as organizações e assumiu o cargo em 30 de junho de 2012. Isto marcou o fim do período de transição do Supremo Conselho das Forças Armadas.

### Insurgência em Sinai
Um aumento na atividade militante pelos islamitas, em grande parte compostos por membros de tribos dentre os beduínos locais, iniciada como uma consequência da Revolução Egípcia de 2011, provocou uma resposta dura do governo interino egípcio em meados de 2011, conhecida como Operação Águia. No entanto, os ataques contra instalações governamentais e estrangeiras na região continuaram até meados de 2012, resultando em uma repressão maciça pelo novo governo egípcio apelidada de Operação Sinai.

### Protestos renovados
Em 22 de novembro de 2012, após a concessão a si mesmo de poderes ilimitados para "proteger" a nação e o poder de legislar sem supervisão judicial ou revisão de seus atos, Mohamed Morsi deu seguimento aos seus decretos, fazendo um esforço para avançar com um referendo apoiado pelos islamistas sobre uma proposta de Constituição.
A medida foi criticada por Mohamed ElBaradei que afirmou que "Morsi usurpou hoje todos os poderes do Estado e nomeou a si mesmo como o novo faraó do Egito" em seu Twitter. A medida levou a protestos e ações violentas em todo o país.

### Golpe de Estado
Em 30 de junho, no primeiro aniversário da eleição de Morsi, milhões de egípcios encheram as ruas do Cairo, com dezenas de milhares de manifestantes em torno do palácio presidencial no subúrbio de Heliópolis exigindo a renúncia do Morsi. Os eventos intensificaram-se, obrigando os militares a anunciar que iriam intervir em nome dos manifestantes.
Em 3 de julho, as forças armadas egípcias chefiadas por Abdul Fatah al-Sisi agiram em seu ultimato de 48 horas para intervir "em nome do povo", depondo o presidente Mohamed Morsi, suspendendo a Constituição, nomeando o chefe do tribunal constitucional como líder interino e solicitando eleições antecipadas.

### Violência pós-golpe
Violentos confrontos irromperam na sequência do golpe de Estado (referido pelo alguns meios de comunicação como crise política), após a destituição do presidente do Egito pelas Forças Armadas Egípcias em meio a manifestações populares contra o governo de Morsi. No período imediatamente posterior a deposição de Morsi, muitos manifestantes se reuniram próximo à Mesquita Rabaa Al-Adawiya para pedir o retorno de Morsi ao poder e condenar os militares, enquanto outros manifestavam em apoio das forças armadas e do governo interino. Confrontos eclodiram em vários dias, com dois incidentes particularmente sangrentos sendo descritos por oficiais da Irmandade Muçulmana como "massacres" perpetrados por forças de segurança.
Em meados de agosto, a violência entre os islamistas e o exército assumiu uma espiral mais crítica, com dezenas de mortos, e o governo declarando um toque de recolher noturno que durou um mês.
Em 24 de março de 2014, um tribunal egípcio condenou 529 membros da Irmandade Muçulmana à morte. Até maio de 2014, cerca de 16.000 pessoas (e tão elevados quanto mais do que 40 mil por uma contagem independente), em sua maioria membros da Irmandade ou simpatizantes, foram presos desde o golpe de Estado.

### Eleição de Abdul Fatah al-Sisi
O general Abdul Fatah al-Sisi emergiu como uma figura imensamente popular no pós-golpe no Egito, e ele finalmente declarou sua candidatura às eleições presidenciais em 2014. De acordo com os resultados das eleições egípcias, obteve 96,9% dos votos, rivalizando com números reportados para Hosni Mubarak em eleições periódicas e referendos durante o seu reinado como presidente. No entanto, a eleição de al-Sisi foi amplamente reconhecida internacionalmente.

## Impacto

### Economia
A economia egípcia ainda está sofrendo de uma grave recessão após a revolução de 2011 e o governo enfrenta inúmeros desafios a respeito de como restabelecer o crescimento, o mercado e a confiança dos investidores. A incerteza política e institucional, a percepção do aumento da insegurança e instabilidade esporádica continuam afetando negativamente o crescimento econômico.
O crescimento real do PIB desacelerou para apenas 2,2 por cento no ano em outubro-dezembro de 2012/13 e os investimentos diminuíram para 13 por cento do PIB no período de julho-dezembro de 2012. A desaceleração econômica contribuiu para um aumento do desemprego, que se situou em 13 por cento no final de dezembro de 2012, com 3,5 milhões de pessoas fora do trabalho.

### Perseguição aos coptas
Os islamistas vem atacando os cristãos coptas desde a revolução de 2011, mas os ataques se intensificaram desde a queda do presidente Mohamed Morsi. A comunidade copta, que foi vista como apoiante ao golpe militar, enfrentou represálias sem precedentes da Irmandade Muçulmana.
Durante as sete semanas seguintes apoiadores de Morsi queimaram pelo menos 44 igrejas e saquearam mais de 20 outras instituições cristãs em todo o Egito. A maioria dos ataques foram em regiões ao sul do Cairo. Na capital, policiais e grupos de vigilância nos bairros protegiam muitas igrejas e lojas de propriedade cristã.

### Ataques a missões estrangeiras
No ataque à Embaixada de Israel no Egito em 9 de setembro de 2011, vários milhares de manifestantes entraram à força na embaixada israelense em Giza, Grande Cairo, depois de derrubar uma parede de construção recente construída para proteger o complexo. Os manifestantes mais tarde invadiram um posto policial e roubaram armas, resultando na utilização pela polícia de gás lacrimogêneo em uma tentativa de se proteger. Os manifestantes finalmente romperam o muro de segurança e entraram nos escritórios da embaixada. Seis membros do pessoal da embaixada, que estavam em uma "safe room", foram retirados do local por comandos egípcios, depois da intervenção pessoal do presidente dos Estados Unidos Barack Obama.
Em 11 de setembro de 2012, inicia-se uma série de protestos e ataques violentos em resposta a um trailer de um filme no YouTube chamado Innocence of Muslims, considerado blasfemo por muitos muçulmanos. As reações começaram na missão diplomática dos Estados Unidos no Cairo e rapidamente se espalharam por todo o mundo muçulmano para as missões diplomáticas estadunidenses de outros países e em outros locais, com questões que ultrapassam ao trailer ofensivo do filme que tornou-se temas de protesto. No Cairo, um grupo escalou o muro da embaixada e removeu a bandeira americana para substituí-la com uma bandeira islâmica preta.
Um estadunidense foi esfaqueado em frente à embaixada dos Estados Unidos em maio de 2013.